# 萬葉集

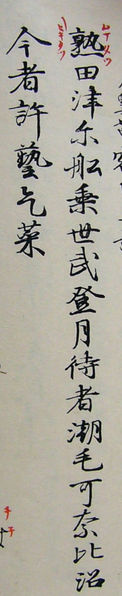
額田姬王，《萬葉集》第一卷

《萬葉集》（日语：／〔〕*/?）是現存最早的日語詩歌（和歌）總集，收錄由四世紀至八世紀中4500多首長歌、短歌，共計二十卷，於八世紀後半編輯完成，按內容分為雜歌、相聞、輓歌等。编者，或者说诸位编者中的最后一位，今日一般认为是大伴家持，也有许多其他理论。《万叶集》的最晚一首和歌写于759年（4516首），大部分和歌写于7世纪至8世纪初。完本中，被推定为镰仓时代后期的西本願寺本《万叶集》是最古老的。
《万叶集》的编写还保留了早期日本诗歌总集的名称，如《類聚歌林》；有几篇据称来自《古歌集》；还有一些来自家族或个人的收藏，被称作《家集》。

## 名称

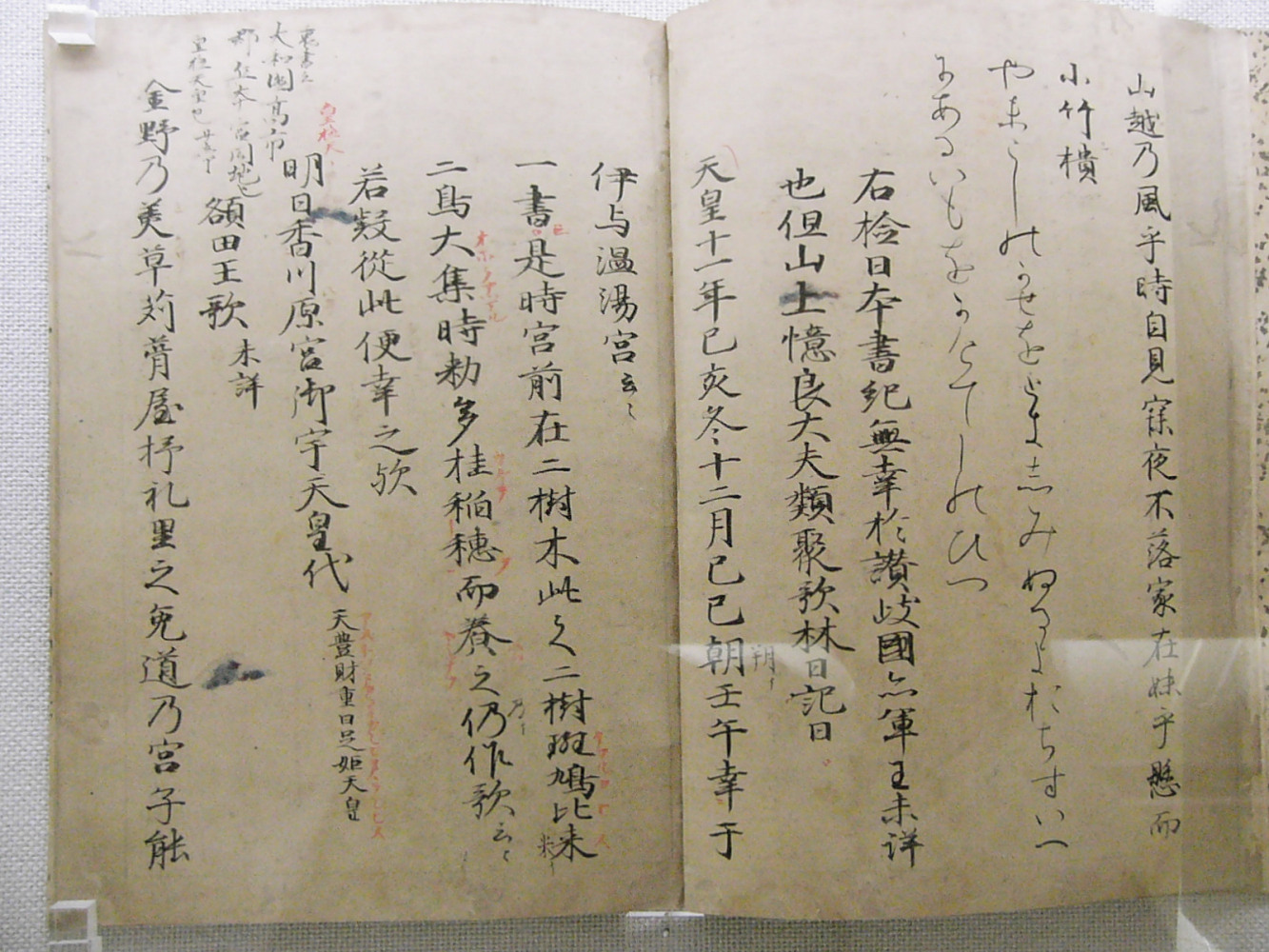
元暦本《万叶集》一页

据20世纪学者久松潜一的说法，《万叶集》这一名称的可能解释有：
1. 收录大量诗作的书；[4]
2. 为所有世代而写的书；[4]
3. 用了大量纸张写成的诗集。[4]

第一种解释又可分为：
1. “叶”相当于“话”（言の葉字面意思即“话语的叶子”），题名相当于“万言”即“很多和歌”。[4]赞同此说者有仙觉、[5]下河辺長流、[6] 荷田春满[6]、贺茂真渊等人[6]；
2. 将树叶比作诗，[6]赞同此说者有上田秋成、[6]木村正辞、[6]岡田正之、[6]鈴木虎雄、[6]星川清孝、中西进等人。[6]

第二种解释又可分为
1. 应永传万世的作品[6]（契冲提出，[6][b]鹿持雅澄、[6]井上通泰、[6]山田孝雄、[6]小島憲之、[6]大久保正[6]等人支持）。此说目前为主流，因为其取《古事记》为旁证：其序文中写道“欲流于后叶”，应是将“叶”取“世”意，即“应永远流传到万世的歌集”；
2. 为祝愿天皇和皇后长寿[6]（折口信夫[6]）；
3. 为表示包含所有世代的诗歌[6]（山田孝雄[6]提出）。

武田祐吉在《萬葉集新解上》中提出了“使用大量纸张的诗集”的解释，但他也接受第二种解释。该理论没有得到其他学者支持。
另外，“万叶”一词在当时除了指《万叶集》之外几乎不见任何用例。有一例见于延暦25年（806）4月16日，五百枝王向平城天皇请求赐姓春原朝臣时的上表文中，可见“榮宗枝於萬葉”这样一句话（《日本後紀》）。有一说认为五百枝王是今日所见《万葉集》的最终编者（后详），上述上表文是五百枝王参与了《万叶集》编篡的决定证据。

## 编者与成书时间
本集中所收錄的和歌，作者上至天皇，下至不具名民謠，其中主要是由柿本人麻呂、山部赤人、山上憶良、大伴旅人、大伴家持等著名歌人所作。《万叶集》的成书过程不详，自古以来就有勅撰説、橘諸兄編纂説、大伴家持編纂説等，现在的主流观点认为家持編纂説最有力。《万叶集》编者绝非一人，不同卷的编者也不同，但经由大伴家持最终总结为二十卷。據《大日本史》大伴家持傳云：“家持善和歌，撰萬葉集二十卷。上自雄略，下迄廢帝朝，所收凡四千餘首，蒐羅該博，足以觀民風。先是篇詠未有成書，後世言和歌者，取為模範焉。【○萬葉集撰人，諸說紛紜，無所適從。今考本集，且據拾芥抄所載藤原定家說，定為家持所傳。】”
和歌创作的年代可分为四个时期：第一个阶段自雄略天皇 （约456–约479）到用明天皇（585–587）、皇极天皇（594–661）、大化改新期间的天智天皇（668–671）和藤原镰足（614–669）时。第二个阶段覆盖7世纪末，与日本最伟大的诗人之一的柿本人麻吕的活跃时期吻合。第三阶段约是700-730年，作者主要为山部赤人、大伴旅人、山上忆良等。第四阶段约是730-760年，包括本集的编者——大伴家持本人的诗歌。他不仅写了许多原创诗歌，还编辑、改写了数量不详的古诗词。
虽无明确记载《万叶集》二十卷的年代，推测大致按以下顺序增补：
1. 卷1前半部分（1 -53）…
原本《万葉集》：将各天皇称作“天皇”。可以说是《万叶集》的原型。据推测，持統天皇和柿本人麻呂可能参与了编写。
2. 卷1後半部分+卷2增補…2卷本万葉集
将持統天皇称作“太上天皇”、将文武天皇称作“大行天皇”，可能写于元明天皇在位期间。据推测，元明天皇和太安万侶可能参与了编写。
3. 卷3 - 卷15+卷16的一部分增補…15卷本万葉集
自契冲提出万叶集二次撰成说（第一次完成万葉集第1 - 16卷，之后增补了第17 - 20卷）以来，相关问题曾有过激烈讨论。但随着元历校本、尼崎本等第15卷才有目录的古写本的发现，以及同时代的万叶集引文，也有很多史料可以证明《万叶集》应在16和17卷之间分开。据推测，元正天皇、市原王、大伴家持、大伴坂上郎女等人可能参与了编写。
4. 残卷增補…20卷本万葉集
延暦2年（783）左右，由大伴家持完成。

但是，《万叶集》在延历2年之后，并没有马上公开。延历4年（785），大伴家持死后不久就发生了大伴継人暗杀藤原種継的事件，家持也遭连坐。由此可以推测，《万叶集》的编篡是在平城天皇即位之后，恩赦了大伴家持的罪的延历25年（806）之后才完成的。《古今和歌集·真名序》中有：“昔平城天子詔侍臣令撰万葉集”，也被认为是反映了大伴家持获得赦免后，才最终完成编篡的记述。但也可能有代替大伴家持，补完遗稿并得到公众认可的“编者”，一个可能的人选是五百枝王（臣籍降下後是春原五百枝）。五百枝王是参与了编篡的市原王之子，藤原種継暗殺事件中，由于和大伴家持的亲密往来而遭连坐。此说的证据是现存记录中“万叶”一词的早期使用者（前述），但疑点过多。
《万叶集》在平安时代中期（~10世纪）的文献中没有出现。这可能是因为785年的事件后，大伴家持遭到抄家，其中就有歌集。以此为契机问世之后很快流行起来，到平安中期已被认为是史料。
《万叶集》的绝大多数诗歌都创作于一个世纪内。额田姬王的诗歌被归入第一时期（645–672），柿本人麻吕的诗歌被归入第二时期（673–701），普遍认为他是日本史上最伟大的诗人之一。高市黑人的诗歌被归入第三时期（702–729），唐纳德·基恩认为他是这一时期初“唯一重要的新诗人”。当时藤原不比等正在大力推广汉诗创作。其他“第三阶段”诗人有：一度与柿本人麻吕齐名，但现代名声受到了影响的山部赤人；最后几位伟大的长歌诗人之一高橋虫麻呂，记录了许多民俗传说，如浦岛太郎；高级朝臣、长歌诗人笠金村，他的诗稍逊色于前两人。第三阶段最突出、最重要的诗人是大伴家持的父亲大伴旅人，也是大宰府诗坛的领袖；以及大伴旅人的朋友山上忆良，可能是来自百济的移民，他的诗在语言和题材上都有很大的特异性，在现代受到了大力赞扬。大伴家持本人是第四时期（730–759）的诗人，据基恩所说他“主宰了”这个时期。他在759年创作了最后一首带日期的诗。

## 万叶集的构成和内容
《万叶集》全书共有二十卷。因为编撰者在编辑时，将数卷零散的和歌整理成一册，因此它的内容并不连贯。
而从分类上看，《万叶集》可分为三类：杂歌、相闻歌和挽歌。
- 杂歌：“种类繁多的歌谣”的意思。在这一类别中，收录了除相闻歌和挽歌以外的和歌。包括具有公家性质的，与朝廷有关的和歌，以及吟咏旅途、品吟自然和四季的和歌。
- 相闻歌：所谓相闻，指的是彼此之间互通消息。这一类别中，主要是吟咏男女爱情的和歌。
- 挽歌：在葬礼时唱的歌谣。这一类别中，收录了哀悼死者，倾诉哀伤的和歌。

从表现方式上看，又可分为：
- 寄物陳思：举自然景物为例子，表现恋爱的感情。
- 正述心緒：直接表现内心情感。
- 咏物：吟咏四季中的特色景观。
- 譬喻：将所思所想寄托于客观事物。

从歌体看，可分为短歌、长歌和旋头歌。短句有五个音节，长句有七个音节。
- 短歌的句式：共五句，每句音节分别为：五七五七七。
- 长歌的句式：长度一般从十句到二十几句。开头两句的音节分别是五和七，而最后的三句，音节是五七七。而跟在长歌之后的一首或几首短歌则被称为反歌。
- 旋头歌的句式：以五、七音节的两句为一组，再加一句七音节的句子构成“片歌”，再将“片歌”的句式重复两回，整体构成一首旋头歌。头三句和尾三句形式相同，这也是它被称为旋头歌的原因。

## 各版本
《万叶集》各个版本可大致分为“古点本”“次点本”“新点本”三类。这一分类由镰仓时代学僧仙覚最早提出。“点”指万叶集汉字正文中附带的训读，据其年代可分为三挡。古点来自天历5年（951）梨壺五人的附訓，加训了《万叶集》和歌的九成以上。虽然没有确实的现存古点本，但武田祐吉和小川靖彦认为桂本可能保留了古点本的相当一部分。此外，久松潜一还认为藍紙本可能也保留了一些古点。山田孝雄和上田英夫认为，《古今和歌六帖》和平安时代中期的歌集中引用的万叶和歌可能也保留了古点，但目前认为它们不太有力。
总之，古点本是指梨壺五人一次写成的内容；次点本是古点以后、新点以前漫长时期的成果，注者主要有藤原道長、大江佐国、大江匡房、惟宗孝言、源国实、源師赖、藤原基俊、藤原敦隆、藤原仲实、藤原清輔、藤原長忠、顕昭等人。属于次点本的现存诸本，主要有嘉历伝承本、元历校本、金澤本、類聚古集、廣濑本等，但都没能以完本传世。其中，廣濑本被认为是藤原定家校訂的冷泉本定家系《万葉集》。1993年，関西大学教授木下正俊、神堀忍于元同大学教授廣濑捨三的收藏中发现，以藏者之姓，称作廣濑本。但廣濑本的跋文中有甲府町年寄的春日昌預（1751-1836、山本金右衛門）和本居宣長門弟的国学者萩原元克（1749-1805）等甲斐国出身的国学者们校订痕迹的文言，也依据賀茂真渊《万叶考》对正文和注释进行了修订。
新点本指仙覚校訂的諸本，大致分为宽元本系统和文永本系统。宽元本没能传下来，据上田英夫考証，神宮文庫本是最接近寛元本的版本。另外，据橋本進吉和田中大士，紀州本的前10卷十分接近宽元本。根据西本願寺本第1卷的跋文，宽元本是通过校对源实朝本（镰仓右大臣本）等数种古写本，再加上仙觉自己的校订的书。
文永本系统以最古的西本願寺本为首，学習院大学本、陽明文庫本等齐备的各本数量很多，特别是西本願寺本保留了最多的歌数。因此现在基本指定其为底本。

### 古点本
本节如无特别说明，均据岩波書店出版的林勉《日本古典文学大辞典》“万葉集”条目。

#### 桂本
皇室御物。推定为平安時代中期（10世纪）的抄本，是现存最古老的抄本。除了收录第4卷三分之一篇幅的109首外，还有以断简形式（也称“栂尾切”）保留的66首和37首的目录。写者有源兼行、紀貫之、源順、藤原行成、源俊房等说。受次点影响很小，保留了古点本的面貌。使用了描绘花鳥草木的継色紙，纸背接缝的花押表示是献给伏見天皇的御物。之后为前田利家室芳春院所有，其子前田利常献给桂宮家，“桂本”由此得名。1881年，因桂宫家血脉断絶而进入皇室。断簡现藏于石川武美記念図書館、五島美術館、出光美術館、梅沢記念館。

#### 金砂子切
写于平安時代後期的类桂本。现存第13卷8页13首。長歌无训。书页为散有金砂子的鸟子纸，因而得名。现藏于醍醐寺、石川武美記念图書館等处。

#### 嘉历传承本
有嘉历3年（1328）由増充传给慶俊的字样，因而得名。第11卷大部，472首诗被收在一帖里。以定家仮名遣加注次点，但与《拾遗和歌集》所收的万叶和歌一致，反映了古点。松坂高尾家旧藏，从本居、松本、中山、佐佐木家经由文化厅，现存于国立歴史民俗博物館。三村家藏有7首第11卷中缺失部分的临摹断简。

### 次点本

#### 藍紙本
平安時代中後期的写本，可能为藤原伊房或藤原公任所写。写在淡蓝色抄纸上，上散有銀砂子，由此得名。现存有第9卷五分之四左右的110首和111首目录组成的一卷。除此之外还有
- 卷1的2首
- 卷9的23首
- 卷10的4首
- 卷18的27首

的断簡残留。与下节所述元历校本属同一系统。经会津松平、原、中村家，现存于京都国立博物館。断簡藏于日本学士院、石川武美記念図書館、京都国立博物館、逸翁美術館、五島美術館、徳川美術館、書芸文化院等处。

#### 元历校本
元历元年（1184）校对完毕。平安時代中後期数次编辑的合写。其中17、18卷是同笔，6卷当为镰仓時代初的補写。除3卷、5卷、8卷、11卷、15卷、16卷外，现存14卷，計2617首和2129首的目録。断簡（又称難波切或有栖川切）除3卷、5卷、8卷、9卷、13卷、15卷、16卷外还有13卷148首和201首的目录。现存15卷的全部和歌保存了6成以上，十分珍贵。
江户時代初（17世纪初）减到15册，又减到14册。1卷、4卷、6卷、10卷、12卷、19卷6册各一部分从有栖川宮家转移到高松宮家，剩下的大部分从伊勢富山家、神户俵屋在天保初年（1830年代）转移到桑名松平家，1843年转移到水野忠邦家，1911年转移到古河家，之后都为文化財保護委員会收藏。高松宫家旧藏6册和古河家旧藏14册现藏于東京国立博物館。断簡は藏于仁和寺、宫内厅侍从職、東山御文庫、常盤山文庫、國學院大學图書館、石水博物館、白鶴美術館、MOA美術館等处。经荒木田久老、加藤千蔭、橋本经亮、鹿持雅澄等人校訂。

#### 金泽本
现藏于三之丸尚藏館。书者有藤原定信、源俊頼、藤原公任等说。第2卷约五分之四的129首及150首的目录、第4卷约四分之一的79首，合在一起为一帖。除此之外，还有第3、4、6卷的24首和76首的目录的断简留存。正文和训注最接近元历校本和纪州本。曾藏于金泽前田家，由此得名。1910年由前田家献给皇室。断簡藏于逸翁美術館等处。又被收录于古筆手鑑《筆林翠露》中。

#### 天治本
跋文成于天治元年（1124），由此得名。这是万叶集最古老的书写记录，后述卷2断简写于1129年。现存第13卷的完本和第15卷58首，及
- 卷2的6首
- 卷10的42首
- 卷14的10首
- 卷15的25首

的断簡（也称仁和寺切）。属仙觉本底本系統。藏于福井家和賀川冠纓神社。断簡藏于加藤、熊沢、角田、沢瀉、武田、岡村、池上、久曾神家及東京国立博物館、京都国立博物館、天理图書館、石川武美記念图書館、岡山美術館、五島美術館等处。
1845年，伴信友影抄京都曼殊院所藏零本5卷（现已亡佚），成《検天治万葉集》，残有：
- 卷2的9首
- 卷10的4首
- 卷14的10首
- 卷15的11首
- 卷17的4首

共存306首，现存京都大学。

#### 传壬生隆祐筆本
写于镰仓时代中期（12世纪）。据书写者的传承得名，没有确证。以原册子本为卷子本，现存第9卷前半部分85首，还有后面紧跟4首的断简。与天治本同，属仙觉本底本系統。旧藏于四日市高尾家，经由佐佐木家，现藏于石川武美記念图書館。

#### 尼崎本
写于平安时代末（12世纪后半叶）。留有卷16全1帖（缺1张）101首、卷12的61首的断簡、11首的临摹。属天治本系、仙觉本底本系統，与《類聚古集》相近。断簡出土于尼崎，由此得名。京都大学自倉敷某家收藏。断簡藏于池上、亀井、反町、渡辺、酒井、沢瀉、田中、辻坂家及円照寺、京都女子大学、天理图書館、石川武美記念图書館、白鶴美術館、出光美術館等处。临摹藏于東洋文庫。收录于古筆手鑑《桃花水》《心画帖》《鸞鳳帖》《筆鑑》《筆林》中。

#### 传冷泉為赖筆本
几乎记载了第1卷全部83首，目录中含有后面的补校。训读为片假名，长歌的训注位于正文右侧，短歌则在左侧。江户時代初的冷泉為赖所写，但假名有古体写法，应是传承自室町时代底本。经尾張久米家、阪家、佐佐木家，现藏于石川武美記念图書館。

#### 春日本
跋文写于1243年及翌年，作者为春日神社若宫神官中臣祐定，由此得名。其中很多都是春日若宫神官的和歌懐紙的背面所用的断简，因此也称作春日懐紙切。
- 卷5的24首及書翰2
- 卷6的37首及30首的目録
- 卷7的100首及217首的目録
- 卷8的54首及38首的目録
- 卷9的8首
- 卷10的15首
- 卷13的14首
- 卷14的37首
- 卷19的16首
- 卷20的77首

现存合計382首，及285首的目録和書翰2以上。
为欣赏懐紙的和歌，删去了部分和歌，所以有很多内容难以辨识。原文右边以片假名为训，是仙觉以前的次点本。旧藏于前田家，明治初期分散到松岡、関戸、福井、吉永、谷村、八木家及浄照坊、國學院大學图書館、石川武美記念图書館、哈佛大学福格艺术博物馆、石川县立郷土資料館等处。

#### 紀州本（神田本）
前10卷为次点本。镰仓时代末的合写。卷7缺2首，卷10重出1首。训读以片假名标注在原文右侧，新点的训读在左侧追加。卷10的跋文可见是藤原忠兼→源光行→行遠系統的本，与天治本不一定一致。11卷之后是1542年之前依文永三年本系新点本補写的。经後藤家，由公益财团法人後藤報恩会和昭和美術館收藏。与水户德川家《四点万葉》校合，也被契沖《万葉代匠記》引用。

#### 《類聚古集》
依题材和体裁对和歌进行了分类。写于平安时期末（12世纪后半叶）。现存3834首。经中山家、大谷家，现藏于龍谷大学。

#### 《古葉略類聚鈔》
依题材和体裁对和歌进行了分类。写于1250年，现存1934首。现藏于奈良興福院与石川武美記念图書館。

#### 其他断简类
伝俊寛筆切：写于镰仓时代。只有卷1的2页2首，但正文、训注都与元历校本相近。藏于竹田家。
定家様切：写于镰仓时代莫至室町时代初。只有卷1的1页3首。以书风得名。与为赖本同系統。藏于滋賀县正禅庵。因橋本经亮的影写而闻名。
橋本経亮影写中臣祐春筆切：只有卷19的1页3首。春日本中臣祐春祐春的影写，现藏于稻葉家。
後京極様切：写于镰仓时代。只有卷7的4页8首。原来是小册子的样式。训读为片假名，本来在正文右边，追加的在左边。系统不明，但第二本与纪州本和《类聚古集》相近。有後京極摄政藤原良经的书法风格，由此得名。经佐佐木家，藏于石川武美記念图書館和哈佛大学福格艺术博物馆。
传解脱上人筆切：写于镰仓时代初。现存卷9的1葉2首和卷10的1葉4首。与二条院御本有关。虽然题为《古筆名葉集》，但因书风也被称作為家様切。经佐佐木家，现藏于石川武美記念图書館及小西家。
传教家筆切：写于镰仓时代。只有卷3的1葉3首。片假名旁训中，有与纪州本、细井本一致的。名称传承自弘誓院教家的写本。经加藤家，收于伊東家手鑑。
橋本经亮影写無名氏筆切：写于镰仓时代。只有卷10的1葉4首。片假名旁训中，有与《类聚古集》相近的。名称取自开头。现藏于稻葉家。
传為家筆切：写于镰仓时代中期。只有卷1的1葉3首。旁训以平假名写就。得名自签名。现藏于天理图书馆。
柘枝切：写于镰仓时代末期到南北朝初期。只有卷3的1葉2首。本为卷子本。旁训用古体片假名写就，与京大本赤字訓注相近。名称取自詞句。经佐佐木家，现藏石川武美記念图書館。
《万葉集目録》：写于平安时代后期。只有卷16的1葉5行。藏于近衛家。本应是全卷的，但残存的2卷2页于関東大震災中烧毁。只剩1页。原本的影写本由《万葉集叢書10》收录。

### 新点本
新点本中，大多数都是以旁训形式在正文右侧用片假名注训。其中文永本在斟酌古点、次点、新点时，会用颜色区分后记在右侧。相对地，宽元本会将古点和次点写在右侧，将新点写在左侧。

#### 神宮文庫本
缺
- 卷1的1葉3首
- 卷2的1葉1首
- 卷19末尾左注以下的尾題

。写于1546年之前的室町时代后期。是最古的宽元本系写本。经外宮宮崎文庫，现藏于神宫文庫，由此得名。

#### 細井本
缺卷4后半273首，代以卷3后半107首的重复。整体是写于江户时代初的宽元本，卷4、5、6是写于室町时代末，与为赖本同系统的次点本。1797年細井貞雄将其与温故堂本互相校对并写了跋文，因此得名。经木村正辞，现藏于東洋文庫。

#### 林道春校本
林道春在江户初年将细井本抄写了一遍，即是林道春校本。现藏于内閣文庫。后述版本的活字無訓本以此为底本。

#### 学習院本
写于江户时代，基本上是宽元本系，卷5、6属次点本系。现藏于学習院大学图書館，因而得名。

#### 今出河本
写于江户时代初期。基本上是宽元本系，卷4、5、6属文永本系。现藏于宮内厅書陵部。

#### 西本願寺本
据推测写于镰仓时代后期的13世纪末至14世纪初。分20册。长约32.1cm，宽约24.8cm，有“大和缀”装帧。这本抄本属于1266年仙觉完成的《仙覚文永三年本萬葉集》（原本已佚）系统。镰仓幕府灭亡后，足利義满遣使前往北条实时所造横滨市称名寺收集珍贵书籍时，与《尾州家河内本源氏物語》（大小、装帧酷似）一起获得，后年献给皇室。名称来自後奈良天皇赐给本願寺第10世的証如，成为西本願寺的藏书，因此由佐佐木信綱命名。1917年交到佐佐木手中，现作为佐佐木捐赠的“竹柏園本”内的一点，藏于石川武美記念图書館。

#### 田中本
翻抄西本願寺本。文永本将训注拆成黑色、紺青、红色，但此本中紺青分为朱、黄、緑。写于室町時代末期，每卷的书写者都不同。得名于收藏者。

#### 河野本
1677年，河野公業抄写了西本願寺本。与水户德川家《四点万葉》互相校对，将训注分为黑、青、朱、黄四色。《万葉代匠記》中也引作“幽斋本”。现藏于彰考館。

#### 金沢文庫本
虽然写于室町時代初期，但也有说法认为是飛鳥井雅世、尊円法親王所写。本为大型册子，后做成卷子本。现存卷1、9、19全4卷（卷19被一分为二）和
- 卷7的10首
- 卷12的84首
- 卷13的18首
- 卷14的3首

的断简，以及卷13中3首的影抄版。此外，卷11毁于关东大震灾，但《校本万葉集》和木村正辞《万葉集書目提要》中记载了卷4。属文永三年本系，卷11、19属文永十年本寂印成俊本系。题词写得很低，卷7、9、11、12、13、19的训注分为黑、紺青、朱三色。藏于金泽文庫，由此得名。
巻1、19为大口鯛二旧藏，经佐佐木家，藏于石川武美記念图書館。卷9为馬越家所藏。断簡现藏于久曾神、酒井、久松、渡辺、池上、藤井家及真如堂、金剛証寺、天理图書館、奈良县立万葉文化館、京都国立博物館、MOA美術館、山川美術财团等处。另外，在古筆手鑑《筆鑑》中，硬抄本被收录于東洋文庫《万葉切》。

#### 陽明文庫本
全卷20册，缺卷10的152首。是陽明文庫旧藏，由此得名；卷9有作于元亀2年（1571）的跋文，因此也称元龟本。属文永十年本頼直本系，残有黑、紺青、朱三色训注。温故堂本的底本。自曼殊院经近衛家，现藏于京都大学图書館。

#### 温故堂本
蝴蝶装，全20卷合本10帖。其中缺
- 卷6的目録开头28首
- 卷10的152首
- 卷19的1首

卷6是木村正辞从温故堂一传所藏東京帝国大学本補写的。抄自文永十年赖直本系的陽明文庫本，但没有紺青訓，其部分空白较多。由木村正辞藏于東洋文庫。

#### 東京帝国大学本
袋綴，全卷20册。光明寺覚雄等抄自温故堂本。为東京帝国大学旧藏，由此得名。毁于関東大震災，相比于温故堂本，欠缺的部分被校对为《校本万葉集》。

#### 大矢本
室町時代末期数人合作写成。袋綴全20册，缺
- 卷12的1首
- 卷19的6首
- 6首的訓

文永十年本寂印成俊本系，作为弥补宽永本卷7的错简资料十分重要。是大矢透旧藏，由此得名。本为京都木田家藏，经大矢家、佐佐木家，现藏于石川武美記念图書館。

#### 近衛本
写于江户时代初期。大型袋綴，全20册。属文永十年本寂印成俊本系，有见于中院本的禁裏御本卷1、20的跋文。与大矢本同系，但無訓歌只有5首，字型勾画了了，是更善本。藏于近衛家陽明文庫，由此得名。

#### 京都大学本
写于江户时代初期。袋綴全20册，缺卷19的1首。属文永十年本寂印成俊本系。卷1、2、9、13、20有禁裏御本的跋文，全卷都有以红墨写的与禁裏御本的校对。卷1的跋文是记载了古万叶集序的中院本之一，是能了解宽元本内容的珍贵写本。藏于京都大学图書館。

#### 其他諸本、断簡
谷森本：写于江户时代初期，袋綴。缺卷1，共19册。中院本系。題詞较低，卷3、4以蓝墨写训注。取名自所藏者，毁于关东大震灾。
谷森氏一本：写于江户时代初期，袋綴。全20册。中院本系。后半抄自谷森本。取名自所藏者，关东大震灾中卷1、2亡佚。
多和文庫本：写于江户时代，中院本系。是谷森本的一传本。藏于松岡家多和文庫，由此得名。
传空性法親王筆本：写于江户时代初期，属中院本。得名自传承名。藏于前田家。
岩崎文庫一本：江湖初年的寄合書，属中院本系。曾藏于岩崎文庫，由此得名，现藏于東洋文庫。
图書寮一本：写于江户时代初期，各卷由不同人写就，大型袋綴。缺卷1、2、14，17册。属文永十年本寂印成俊本系，除黑、朱外，卷5之外还有青紺訓。除卷5、19、20以外，与禁裏御本校合，但无跋文。由收藏处得名。
传清輔筆切：写于镰仓时代中期。只有卷10的1葉2首。片假名旁训有青紺訓。与西本願寺本相近。藏于久曾神家。
八田切：写于镰仓时代末期，有紹巴写就的说法。只有卷10的1葉2首。以片假名旁训。与神宮文庫本相近。名称取自歌词。经佐佐木家，现藏于石川武美記念图書館。
為氏様切：写于镰仓时代末期。只有卷10的1葉2首。以片假名旁训。与西本願寺本等相近。名称来自书写风格。经佐佐木家，现藏于石川武美記念图書館。
传貫之筆切：写于镰仓时代或平安时代末期。只有卷19的1葉3首。以片假名旁训，有文永本特征。名称取自签名。收于《日本之書》（講談社、1978年刊）。
桂様切：写于室町时代。现存卷7的4葉18首、卷8的4葉11首。属文永本系，有模仿桂本的金銀泥下絵，由此得名。现藏于团、酒井家及東山御文庫、石川武美記念图書館、京都国立博物館等处。
传慈鎮筆切：写于室町时代。只有卷3的1葉3首。旁训为片假名，推定为新点本系。现藏于天理图書館。
传為継筆切：只有卷4的目録1葉6首。系統不詳。收于古筆《凌寒帖》。

### 版本

#### 活字無訓本
刊行于江户时代初期，是万叶集的首个活字版本。涵盖全卷，但分10册和20册。一面是8行×18字，上下左右有二重界線。題詞和左注低1字。整体属宽元本系，但卷4、5、6依細井本系的林道春校，卷4后半残缺，卷3后半重出。另外，卷3末尾刊登了大伴旅人、大伴家持、藤原不比人等人的传说。藏于内閣文庫、東京大学図書館、大阪府立中之島图書館、石川武美記念图書館、尊经閣文庫、大東急記念文庫、穗久邇文庫、大英博物館等处。

#### 活字附訓本
以文永十年本系的寂印成俊本（现已亡佚）校对后加訓而成。木版袋綴，全卷10册。一般认为是江湖初年的慶長到元和（1596-1624）年间刊行的。另外附有以下跋文：
- 卷1：文永十年及三年的仙覚跋文
- 卷20：文永三年的仙覚跋文、寂印及成俊的跋文

现藏于国会图書館、石川武美記念图書館、天理图書館、東洋文庫、宮内厅書陵部、東京大学图書館、大谷大学图書館、龍谷大学图書館等处。

#### 寛永本
刊行于宽永20年（1643），有京都三条寺町安田十兵衛的刊記。木版袋綴，全卷20册。虽然是活字附訓本的整版本，但进行了若干增補改訂。自江户时代开始作为流传本，明治时代到战前作为各种版本的底本。现藏于国会图書館。

#### 宝永本
刊行于宝永6年（1709）。藏于国会图書館。

#### 旁註本
在宝永本原文上加旁注形成。木版袋綴，全卷20册。刊行于宽政元年（1789），注的作者常陸国惠岳在契沖、賀茂真渊説的基础上加入了自己的见解。有出雲国寺和泉掾和同文治郎的刊記。现藏于国会图書館。

#### 《古万葉集》
木版袋綴，全卷20册。1803年由和泉寺等发行。土佐国今村楽和横田美水对宝永本进行了改訂，只出版了正文，附有今村的序和横田的跋。现藏于内閣文庫。

#### 校異本
全名为《校異本万葉集》。木版袋綴，全卷20册。将校異记在上欄。刊行于1805年，有出雲寺文治郎刊記。去除了旁註本的註，在元暦校本等橋本经亮的校異中，藤原（山田）以文进行了再校。现藏于国会图書館。

## 语言学意义

### 萬葉假名
除艺术上的出色外，《万叶集》的意义还在于它最早使用了书写日语的文字——万叶假名。全書採用漢字，部分用來表意，部分用來表音，有時既表意也表音，使用情況十分複雜，甚至超出實際用途，用漢字來作文字遊戲。假名的始祖万叶假名以此書為名，儘管在《萬葉集》以前已有日本作品用漢字來表音，如《古事記》（712）。
万叶假名的特点是，虽然使用汉文的题材，但语顺则符合日语的规则。
因为《万叶集》在编撰的时候还没有假名文字，所以才使用万叶假名这一独特的标记方法。也就是说，这是一种和汉字本身的意思没有关系，只采用汉字的音读和训读标记日语的方法。因此，万叶假名虽然使用汉字，但它却是第一个由日本人为了自己民族表情达意而创造的文字系统。
即便到现在，日本也有使用万叶假名的情况。比如难读的地名中，有很多就是来自万叶假名的。
这种用汉字来表示日语音节的做法最终催生了假名，假名即来自简化过的万叶假名。

### 方言
与几乎所有上古日语文献一样，《万叶集》的绝大部分都是用上古日语西部方言写成的，即京都及奈良周围的近畿地方的方言。但在文集中，特别是14卷和20卷，则有不少诗是用其他方言写成的。一共有超过300首来自东部，即中部地方、关东地方和东北地方南部。

## 漢譯
最早的漢譯是錢稻孫在1940年代開始做的選譯，1957年在日本問世，曾在日本和中國多次再版。
1984年問世的杨烈譯本是史上第1個漢語全譯本。

## 影響
2019年4月1日，日本公佈5月1日將即位之皇太子德仁親王的新年號為「令和」，典故自《萬葉集》，為日本史上首次以本土典籍作為年號的典故。其典故為《萬葉集·卷五·梅花歌卅二首·並序》漢詩文句：「初春令月、氣淑風和、梅披鏡前之粉、蘭熏珮後之香。」。取自奈良时代的政治家与诗人大伴旅人在神龟5年（728）因朝廷政争牵连被贬，前往九州大宰府任九州都督时所写的"梅花之歌"。

## 木简
古代日本的官员会使用各种尺寸的木简，用于记录备忘录、简单新建和官方文件。现已发掘出3份含有万叶假名文本的木简。 A mokkan excavated from an  in 京都木津川市一处考古遗迹中出土了一份木简，上面有用万叶假名写的第10卷2205号诗（《詠黄葉》）。定年结果为750年至780年，尺寸为23.4×2.4×1.2cm。用红外线照相机检查发现了其他字符，说明该木简可能是用来练字用的。另一份木简于1997年出土于滋贺县甲贺市宮町遗址的木简包含第16卷3807号诗，定年结果为8世纪中叶，宽2cm，厚1mm。奈良县明日香村石神遗址出土的木简上游第7卷1391号诗（《寄海》）的前14个字，尺寸为9.1×5.5×0.6cm。定年结果为7世纪末，是三者中最古老的。

## 相關作品

### 電影
- 新海誠《言葉之庭》、《你的名字。》[38][39]

## 外部連結
- 《万葉集》 （页面存档备份，存于）
- 《真字萬葉集》 （页面存档备份，存于）
- 《新撰萬葉集》 （页面存档备份，存于）